# Mario Mavrin
Mario Mavrin, hrvaški bas kitarist, kontrabasist, tonski mojster, skladatelj in glasbeni producent * 1949, Zagreb, SFR Jugoslavija.
Mario Mavrin je hrvaški jazz glasbenik, bas kitarist in kontrabasist. Igral je v številnih zasedbah: Time, B. P. Convention, Jazzbina, B. P. Convention Big Band. Kot kontrabasist in bas kitarist je sodeloval s številnimi znanimi (zlasti jazzovskimi) glasbeniki: z Boškom Petrovićem, Zagrebškimi solisti, Rucner Quartetom, Petrom Soavejem, Zagrebško filharmonijo, Michelom Legrandom, Martinom Drewom, ... Kot tonski mojster je sodeloval s Koncertno dvorano Vatroslav Lisinski in Gledališčem Komedija.
Hrvaška glasbena unija (HGU) mu je leta 1997 in 1998 podelila nagrado »Status za najboljšega basista na hrvaški jazz sceni«.

## Biografija
Mario Mavrin se je rodil leta 1949 v Zagrebu. Z glasbo se je pričel ukvarjati že zgodaj v svoji mladosti, obiskoval je nižjo in srednjo glasbeno šolo »Vatroslav Lisinski«, kjer se je učil igranja violine. Zatem se je učil še igranja bobnov, kontrabasa in bas kitare. Postal je član orkestra Stjepana Mihaljinca, leta 1969 pa je z orkestrom Karla Metikoša nastopal po Afriki. Mavrin je bil član raznih zagrebških ansamblov zabavne glasbe, bil pa je tudi zunanji sodelavec Plesnega orkestra RTV Zagreb (pod vodstvom Miljenka Prohaske). 
V začetku 70. let dvajsetega stoletja je Mavrin začel sodelovati z Boškom Petrovićem v zasedbi BP Convention, leta 1972 pa je postal član zagrebške glasbene skupine Time, s katero je posnel in izdal istoimenski album. Kot član ansambla Boška Petrovića je sodeloval s številnimi jazz izvajalci, med njimi z Zagrebškimi solisti, Rucner Quartetom, Petrom Soavejem, Zagrebško filharmonijo in Michelom Legrandom. Nastopal je tudi na znanih in uglednih svetovnih in evropskih jazz festivalih, sodelujoč s slovitimi jazzovskimi glasbeniki, kot so: Ernie Wilkins, Art Farmer, Clark Terry, Sal Nistic, Gianni Bass, Toots Thielemans, Philip Catherine, Alvin Queen, Martin Drew, Duško Gojković, Lew Soloff, Albert Mangelsdorff, Johnny Griffin, Helen Merrill, Kristian Schultze, Carlos Werneck, Peter Appleyard, Gary Burton, Michel Legrand, Roy Brinker in drugi. 
Sodeloval je na številnih albumih, kot so: Blue Sunset (1975.), With Pain I Was Born (1977.), Stabilisation Blues (1982.), Zagreb Jazz Fair in Springtime Jazz Fever. Sredi 90. let dvajsetega stoletja je sodeloval v triu klaviaturista Johna Lewisa z bobnarjem Martinom Drewom. Leta 1987 je skupaj z zagrebškim kitaristom Damirjem Dičićem izdal veliko ploščo Out of the Past. Zatem je igral in snemal s skupino Jazzbina, ki jo je vodil vibrafonist Igor Lešnik. Poleg z igranjem, se je ukvarjal tudi s tonsko režijo, kot tonski mojster je sodeloval s Koncertno dvorano Vatroslav Lisinski, Gledališčem Komedija in drugimi.
Hrvaška glasbena unija (HGU) mu je leta 1997 in 1998 podelila nagrado »Status za najboljšega basista na hrvaški jazz sceni«.

## Diskografija

### S skupino B. P. Convention
- Blue Sunset (1975)
- Misterij Bluesa (1976)
- Josipa Lisac & B. P. Convention Big Band International (1976)
- Green Lobster Dream (1979)
- Stabilisation Blues (1982)
- B.P.C. Moods / B.P.C. Blues (1989)
- The Best Of B. P. Convention (1997)
- Bag's Groove - Live At Studio "M" (2008)

### S skupino Time
- Time (1972)
- "Reci Ciganko, što mi u dlanu piše" (1973)
- Time & Dado Topić (1996)
- Vrijeme (2000)
- The Ultimate Collection (2007)

### S Popom Asanovićem
- Majko Zemljo (1974)

### Z Jazzbino
- First Toy (1987)
- Ivory Forest (1989)

### Z Josipo Lisac
- Dnevnik jedne ljubavi (1973)
- Balade (1987)

### Z Damirjem Dičićem
- Out of the Past (1987)